# بلنو-سو-پویلی
بلنو-سو-پویلی (به فرانسوی: Bellenot-sous-Pouilly) یک کمون در فرانسه با جمعیت ۲۱۲ نفر است که در Canton of Pouilly-en-Auxois واقع شده‌است.